# مانوئل خوزه اولاسکوآگا

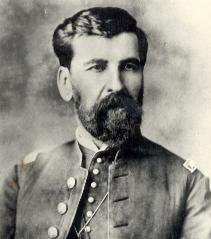

سرهنگ مانوئل خوزه اولاسکوآگا (مندوزا، ۱۸۳۵ - همان، ۱۹۱۱) مهندس، روشنفکر، سرباز، نویسنده، هنرمند، کاشف و سیاستمدار آرژانتینی بود. او در فتح صحرا نقش مهمی داشت. وی نویسنده بیست و چهار کتاب علمی و عمومی است که یکی از آنها جوایز بین‌المللی دریافت کرده است.
او در صومعه فرانسیسکن در زادگاهش و بعداً در مدرسه شبانه‌روزی که توسط آلبرتو لاروک در بوئنوس آیرس اداره می‌شد، تحصیل کرد. او اندکی قبل از نبرد کازروس به مندوزا بازگشت. 